# Makedonios II.
Sankt Makedonios II. († 517 in Gangra) war Patriarch von Konstantinopel von Juli 496 bis August 511.
Makedonios war streng chalkedonischer Christ. Dafür wurde er 511 unter dem Vorwand der Majestätsbeleidigung von Kaiser Anastasios I., der ihn 15 Jahre zuvor ins Amt gebracht hatte, abgesetzt. Anastasios hatte bereits Makedonios’ Vorgänger Euphemios entfernen lassen. Makedonios wurde an die Schwarzmeerküste ins Exil verbannt.